# Glyceridae
Famille
Les Glyceridae forment une famille de vers annélides polychètes marins.

## Liste des genres
Selon World Register of Marine Species (23 février 2016) :
- genre Glycera Lamarck, 1818
- genre Glycerella Arwidsson, 1899
- genre Hemipodia Kinberg, 1865
- genre Paranereites Eisenack, 1939 †
- genre Proboscidea Lesueur in Blainville, 1825

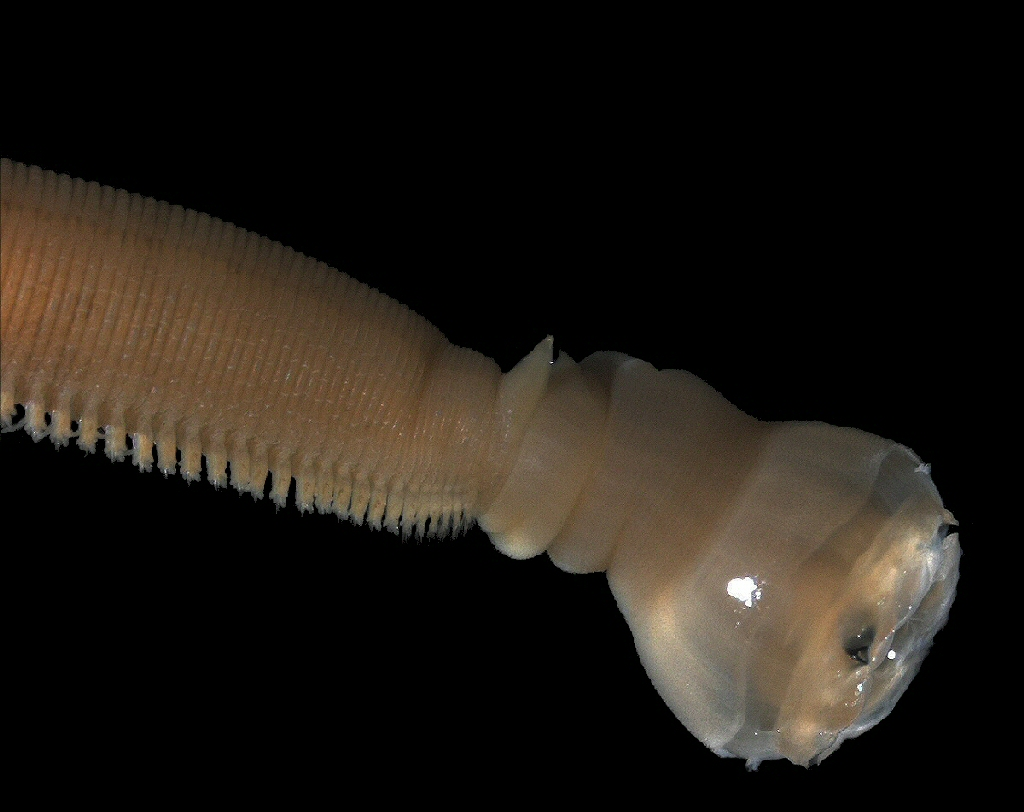
Glycera alba - Tête avec proboscis éversé.